# Plectris sparsesetosa
Plectris sparsesetosa är en skalbaggsart som beskrevs av Moser 1924. Plectris sparsesetosa ingår i släktet Plectris och familjen Melolonthidae. Inga underarter finns listade i Catalogue of Life.